# Faxe kommun
Faxe kommun (danska: Faxe Kommune) är en kommun i Region Själland i östra Danmark.
Den nuvarande kommunen bildades vid danska kommunreformen 2007 genom sammanslagning av Fakse kommun i Storstrøms amt, Haslevs kommun i Västsjällands amt och Rønnede kommun i Storstrøms amt. Den tidigare kommunen Fakse hade 12 384 invånare (2004) på en yta av 146,81 km².

## Orter
- Dalby
- Faxe
- Faxe Ladeplads
- Haslev
- Karise
- Rønnede